# يوسف الكعبي
يوسف الكعبي ممثل إماراتي بدا حياتة الفنية علي خشبته المسرح العام 1984 بمسرحية ليش.

## أعماله الفنية

### المسلسلات التلفزيونية
- عود أخضر
- غمز البارود
- شبيه الريح
- عام الجمر
- دبي لندن دبي
- زمن الطيبين
- أنا وهو والناس
- سفينة الأحلام
- على قد الحال

### المسرحيات
- ليش
- أوه يا مال
- انتهت اللعبة
- ثمن هرور وما لحق بها من شرور
- عرب وين طنبوره وين